# صوفي يونغ بيدرسن
صوفي يونغ بيدرسن (مواليد 24 أبريل 1992) هي لاعبة كرة قدم دنماركية تلعب في خط الوسط في نادي يوفنتوس.

## روابط خارجية
- صوفي يونغ بيدرسن على موقع الاتحاد الدولي (مؤرشف)  (الإنجليزية)
- صوفي يونغ بيدرسن على موقع الاتحاد الأوربي (الإنجليزية)
- صوفي يونغ بيدرسن على موقع اتحاد السويد (السويدية)
- صوفي يونغ بيدرسن على موقع قاعدة بيانات كرة القدم.إي يو (الإنجليزية)
- صوفي يونغ بيدرسن على موقع Soccerway.com (الإنجليزية)
- صوفي يونغ بيدرسن على موقع عالم كرة القدم.نت (الإنجليزية)